# جون فيرنر
جون فيرنر (بالإنجليزية: John Werner)‏ هو مدير أمريكي، ولد في 1970 في نيويورك في الولايات المتحدة.